# Бхагаватизм
Бхагаватизм (англ. Bhagavatism, санскр. भागवत, IAST: Bhägavatism), известный так же как Бхагавата-сампрадая (англ. Bhagavata sampradaya) — древняя вайшнавская теологическая традиция, возникшая в период между упадком ведической религии и расцветом зрелого вайшнавизма (возникновения философии вишишта-адвайты). Термин часто используется как синоним вайшнавизма, хотя и предполагает его раннюю форму.
Бхагаватизм представляет собой самую раннюю религиозную традицию, в которой положено начало преданного поклонения (бхакти) в индуизме в целом и в современном вайшнавизме (поклонение Вишну) в частности. В основе бхагаватизма лежит вера и поклонение персонифицированному божеству; привержены традиции могли его называть по-разному: Вишну, Васудева, Кришна, Хари или Нараяна. В этом понимании некоторые учёные полагают, что бхагаватизм необходимо трактовать широко и классифицировать его по объектам поклонения. Например, Вишну-бхагаватизм, Шива-бхагаватизм, Шакти-бхагаватизм, Будда-бхагаватизм и даже Христос-бхагаватизм.
В последующем развитие традиции привело к формированию школы «экантика-дхарма» (ekantika-dharma), то есть поклонения единственному божеству (монотеизм). Брахманы в период доминирования бхагаватизма предпочитали ведические жертвоприношения (они сохранились в традиции вайкханаса), однако в последующем стали осуждать ведические жертвы и аскезы и перешли к простым ритуалам и культивированию любви к объекту своего поклонения (бхакти-йога).

## Этимология
Ранняя вайшнавская теологическая традиция названа по имени Бхагавата (Bhagavat) или Бхагавана (Bhagavan). Это санскритское слово, означающее «Господь» или «Владыка». Слово состоит из основы bhaga- и суффикса — vat/vant/vän, означающего обладание чем-либо. Слово bhaga связано с корнем bhaj («делить», «наделять», «быть сопричастным», «обладать», «наслаждаться», «любить», «чтить», «служить») и само, среди прочего, может значить «участь [счастливая]», «доля», «[счастливый] удел», «счастье», «благо», «красота», «любовь» и т. д. В Ведах Бхагаван является эпитетом при именах богов. Впоследствии термин стал использоваться в качестве почтительного обращения к богам, божественным существам и почитаемым людям. В вайшнавской традиции Бхагаван стало одно из имен-эпитетов Вишну и Кришны.

## Теология и космология
Бхагаватизм возник как компромисс между развитой идеологией брахманизма и местными религиозными культами. Основные черты бхагаватизма сложились в период между VIII и II веками до н. э. на территории между Ямуной и Гангой. Традиция родилась в результате взаимодействия ведической религии ариев с местными религиозными воззрениями. К тому времени язык древних ведической текстов стал малопонятным большинству населения, а само общество ушло вперед в понимании, что оно всё меньше зависит от силы природы и поклонения природным духам. Основные черты бхагаватизма сформировались к IV веку до н. э. Эпицентр культа, по всей видимости, находился в племени пастухов Ядавов, которые поклонялись герою Кришне. Его образ стал ассоциироваться с другими объектами поклонения, такими как Бала-Кришна (божественный ребёнок) и Гопала (мальчик-пастушок). Развитие ведизма в направлении вайшнавизма происходило на старом фундаменте ведических верований. Главным в нём было последовательное приведение множественности природных феноменов и разнообразия видимого мира к единой божественной сущности, а также упорядочивание космогонии и теологии.
Взаимодействие ариев с аборигенным населением привело к отождествлению и слиянию образа Праджапати-Брахмы с Нараяной, древним аборигенным божеством. В последующем он именуется Бхагаватом, то есть «наделяющим [счастливой] долей», «подателем благ», «владыкой». Его образ из абстрактного становится персонифицированным, обретая черты человеческой личности. При формировании бхагаватизма произошла синкретизация, объединение разнородных древних культов в рамках единой религии. Аборигенные божества, такие как Санкаршана, Баларама, Васудева, Кришна, слились в один культ, благодаря чему возник ранний вайшнавизм. Ключевым фактором синкретизации стало объединение отдельных божеств в концепции реинкарнации и аватар.
Известный нидерландский индолог Ян Гонда писал по этому поводу:

Наконец, как мне кажется, сама идентификация Кришны и Рамы с Вишну, их слияние в рамках бхагаватизма и превращение в вайшнавизм, должно быть, очень способствовало облагораживанию и гуманизации характера бога, расширению круга его интересов, усилению его божественности, уходу на задний план древних натуралистических черт, его связей с природными феноменами, его интереса к таким особым темам как рождение потомства, плодородие и атмосферная активность [связанная с сельскохозяйственным циклом]. Та же самая идентификация, несомненно, способствовала обретению им долговечной преданности многих миллионов [последователей]. Определенные аспекты его характера получили расширенное значение, соединившись с другими [божественными] образами. Его охват [миров] и проникновение [во всех живых существах] могли рассматриваться в новом свете, когда он был отождествлен с Пуруша-Нараяной, «пребывающем везде», «в котором и свет, и сила, и слава», который является землей, воздухом и небосводом, то есть Агни, Ваю и Адитья (Солнцем).— Я. Гонда. Аспекты раннего вишнуизма.

## Объекты поклонения
Древние божества и эпические герои, Вараха, Санкаршана-Баларама, Васудева-Кришна, в бхагаватизме были признаны воплощениями одного и того же Высшего духа. В результате бхагаватистский пантеон богов включил популярные местные культы, божества которых стали отождествляться с Вишну-Нараяной-Кришной. Традиция Панчаратра сравняла Васудеву и некоторых других богов с космическими эманациями и построила систему их эволюции. Частично догмы бхагаватизма были заимствованы у философской школы санкхья, разделявший божественный дух и его земные проявления. Упорядочивание культов отдельных божеств позволило подвести под ранний вайшнавизм прочный космологический фундамент и обеспечить его необходимой популярной мифологией.
Главной женской ипостасью Бхагавата стала Нашими, богиня успеха, благополучия и процветания, а также любви и красоты. В зрелом вайшнавизме её стали называть Шри или Лакшми. Атрибутом богини стал лотос, символ духовной чистоты. В бхагаватизме женский образ имеет сложное мифическое происхождение. К началу новой эры культ богини был брахманизирован и включен в божественный пантеон в качестве супруги Вишну-Нараяны. Почитание Лакшми как супруги Нараяны составляет неотъемлемую часть бхагаватизма. В средние века Лакшми и Нараяна превратились в идеал супружеской пары в литературе и искусстве Древней Индии. Тема их любви в разных земных воплощениях стала одной из наиболее распространенных. Под влиянием космологии Пуран к бхагаватизму добавились элементы шактизма. В зрелом вайшнавизме Лакшми почитается уже как шакти (энергия) Вишну, а также как посредник между человеком и Вишну.

## Распространение и практика поклонения
Ареал бхагаватизма ограничивался Северной Индией вплоть до II—I веков до н. э. Затем вместе с миграцией племен он распространился в западной Индии и северном Декане. Оттуда вслед за древними империями Гуптов и Паллавов бхагаватизм проник в Южную Индию. Бхагаватизм оставался основной традицией вайшнавизма вплоть до XI века, пока не произошла реформация Рамануджи и возникла философия вишишта-адвайта.
Главным религиозным действием бхагаватизма было ритуальное поклонение в форме пуджи. Проведение огненных ведических жертвоприношений осталось основной формой поклонения в вайшнавской традиции вайкханаса. К другим религиозным практикам относились чтение мантр, иногда сочетающееся с элементами йоги, нанесение на тело изображений атрибутов Вишну (шанкхи и Сударшаны). Широко распространенной была практика поста и других обетов. Аскетическим практикам приписывалось магическое влияние. Считалось, что они могли принести последователям успех в духовных и земных делах.